# Tommaso degli Stefani
Tommaso degli Stefani (Napoli, 1231 – Napoli, 1310) è stato un pittore italiano attivo a Napoli.

## Biografia
Bernardo De Dominici, nelle sue Vite dei pittori napoletani, tenta di dimostrare che l'arte fu praticata a Napoli da questo maestro prima del tempo di Cimabue, e che in quel periodo aveva raggiunto a Napoli una qualità migliore di quella coeva a Firenze. Questo artista nacque a Napoli nel 1231. Si basò sui resti dell'arte greca che erano stati conservati nei templi e negli edifici pubblici della sua città, e dipinse diverse opere per le chiese di San Francesco e Santa Maria delle Grazie prima dell'anno 1260, quando venne ingaggiato dall'arcivescovo di Napoli per ornare la cappella del suo palazzo. Diverse altre sue opere sono descritte da Dominici. Morì nel 1310. Aveva un fratello, Pietro degli Stefani, anch'egli pittore, ma era più famoso come scultore.